# Timyra irrorella
Timyra irrorella is een vlinder uit de familie van de Lecithoceridae. De wetenschappelijke naam van de soort is voor het eerst geldig gepubliceerd in 1886 door Walsingham.